# Vítonín
Vítonín (německy Witonin) je malá vesnice, část obce Krásná Hora v okrese Havlíčkův Brod. Nachází se asi 2,5 km na západ od Krásné Hory. V roce 2009 zde bylo evidováno 7 adres. V roce 2001 zde trvale žilo 9 obyvatel.
V Berní rule z roku 1654 uvedeno, že vesnice má 3 osedlé grunty.

## Přírodní poměry
Vítonín leží v katastrálním území Volichov o výměře 2,72 km2. Vesnicí protéká Ředkovský potok a napájí v ní dva menší rybníky.

## Pamětihodnosti

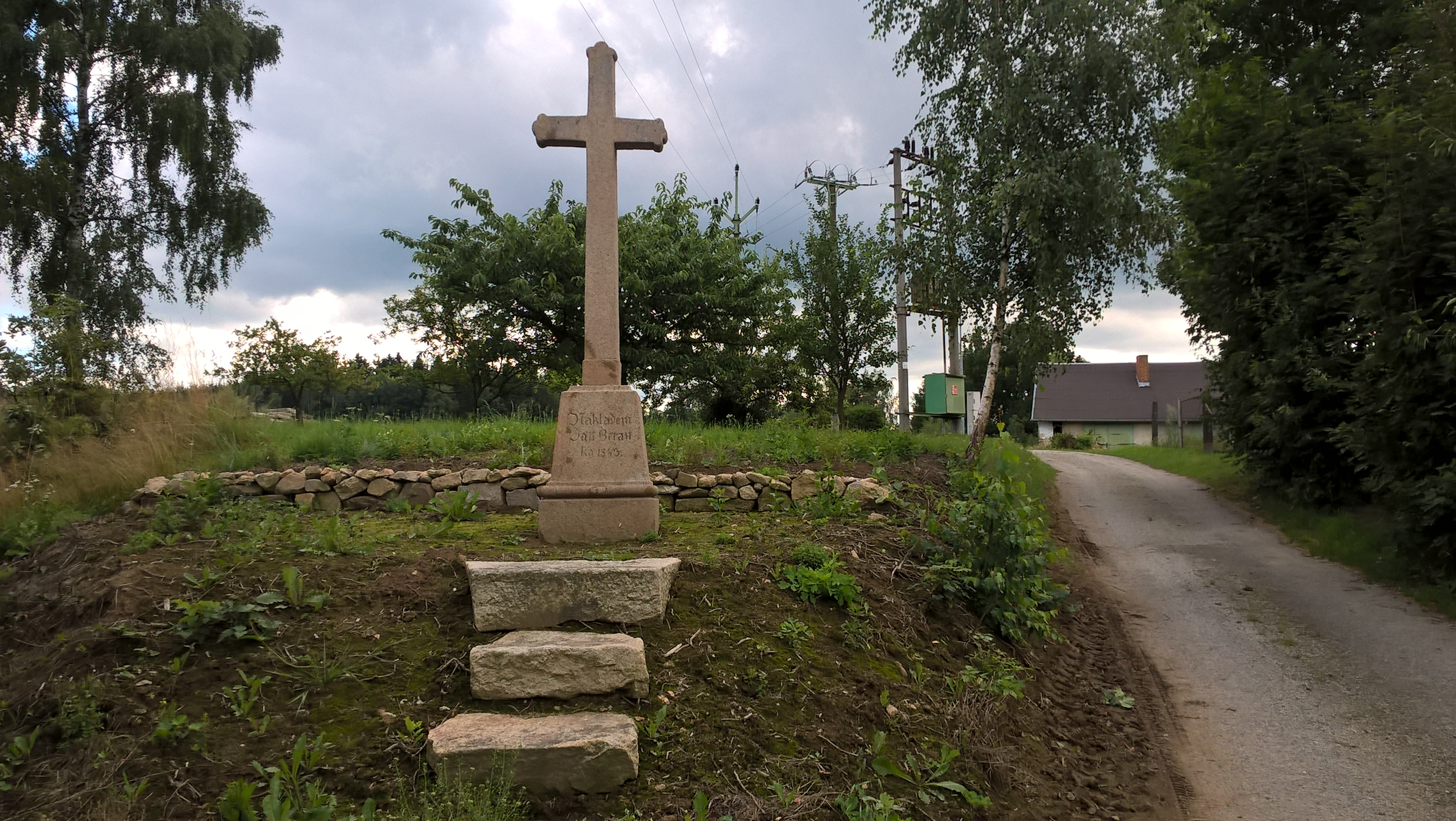
kamenný kříž